# Tongle, Chongqing
Tongle (kinesiska: 同乐) är en köping i sydvästra Kina. Den ligger i stadsdistriktet Fuling i storstadsområdet Chongqing, omkring 61 kilometer öster om det centrala stadsdistriktet Yuzhong. Antalet invånare är 18 659. Befolkningen består av 9 055 kvinnor och 9 604 män. Barn under 15 år utgör 16,0 %, vuxna 15-64 år 68 %, och äldre över 65 år 14,0 %.